# Trigonella lycica
Trigonella lycica är en ärtväxtart som beskrevs av Hub.-mor.. Trigonella lycica ingår i släktet trigonellor, och familjen ärtväxter. Inga underarter finns listade i Catalogue of Life.